# Roman noir (série de téléfilms)
Pour les articles homonymes, voir Roman noir (homonymie).
Roman noir (Mystery Woman) est le titre d'une série de téléfilms de quatre-vingt-quatre minutes programmés régulièrement sur Hallmark Channel du 31 août 2003 au 13 janvier 2007 en alternance avec les séries McBride, Murder 101 et Jane Doe : Miss Détective, sous le titre générique de Hallmark Channel Mystery Wheel.
En Belgique, la série a été diffusée sur Club RTL entre août et novembre 2009 et en France en 2015 sur M6. Diffusion sur C8 en septembre 2020 et en juin 2021.

## Synopsis
Samantha Kinsey est propriétaire d'une librairie spécialisée dans les romans policiers et à énigmes. Elle utilise son savoir en la matière pour jouer les détectives amateurs dans la vie, aidée de ses amis Cassie Hillman et Ian Philby.

## Distribution
- Kellie Martin (VF : Marie-Laure Dougnac) : Samantha Kinsey - une fan de mystères et de crimes qui hérite d'une librairie dans le premier film. Sa connaissance exhaustive des livres traitant de mystères et de meurtres l'aide dans ses enquêtes.
- Constance Zimmer dans le premier film, remplacée par Nina Siemaszko (VF : Julie Dumas) dans les suivants) : Cassie Hillman - une assistante du procureur et amie de Samantha.
- J.E. Freeman dans le premier film, Clarence Williams III (VF : Jean-Michel Martial) dans les suivants) : Ian Philby - gérant de la librairie, il se révèle plus tard être un ancien agent secret. Il incarne une figure paternelle pour Samantha.
- Casey Sander (VF : Philippe Catoire) : Chef Connors - le chef de la police au caractère revêche, prompt à arrêter des gens avant que Samantha ne lui prouve son erreur.
- Raymond J. Barry : le révérend dans le film Chasse au trésor

 Source et légende : version française (VF) sur RS Doublage

## Épisodes
1. Roman Noir (Mystery Woman) (2003)
2. Le Venin du désespoir (Mystery Woman: Mystery Weekend) (2005)
3. Photos de Famille (Mystery Woman: Snapshot) (2005)
4. Mélodie pour un meurtre (Mystery Woman: Sing Me a Murder) (2005)
5. Injection Mortelle (Mystery Woman: Vision of a Murder) (2005)
6. Les jeux sont faits (Mystery Woman: Game Time) (2005)
7. Loin des yeux… (Mystery Woman: At First Sight) (2006)
8. Les Mystères de l'Ouest (Mystery Woman: Wild West Mystery) (2006)
9. Un enfant dans la tourmente (Mystery Woman: Oh Baby) (2006)
10. Chasse au trésor (Mystery Woman: Redemption) (2006)
11. Nid d'espions (Mystery Woman: In the Shadows) (2007)